# Сазоновы
Сазоновы — потомственный дворянский род, восходящий ко второй половине XVII века.
По Грамоте Государя Царя и Великого Князя Алексея Михайловича, Бориса Сазонова, за многую в 1654—1662 службу, пожаловали вотчиною.
При подаче документов (1686) для внесения рода в Бархатную книгу, была предоставлена родословная роспись Сазоновых, и жалованная грамота царя Ивана IV - недорослю Афанасию Степановичу Сазонову на поместье его отца деревню Трубное в Заупском стане и половины деревень Борщовка и Кольчанка в стане Старое Городище Тульского уезда (1554).
Род внесён в VI, II и III части родословных книг Московской, Пензенской, Рязанской, Симбирской, Тамбовской и Тульской губерний.
Есть ещё несколько родов этого имени, позднейшего происхождения.
Род связан кровными узами со многими известными дворянскими фамилиями: Нейдгартами, Фредериксами и другими.

## Описание герба
В первой половине щита, в голубом поле, изображена из облака выходящая рука с мечом (польский герб Малая Погоня). В левой половине, разрезанной диагонально к левому верхнему углу чертою, в золотом поле, означены лавровая и пальмовая ветви, а внизу, в красном поле, серебряная крепость. Щит увенчан дворянским шлемом и короною с страусовыми перьями. Намёт на щиту голубой и золотой, подложенный серебряным и красным.    Щитодержатели: лев и воин, имеющий в руке саблю, опущенную остриём на землю.

## Известные представители
- Сазоновы: Фёдор Никитич, Осип Кузьмин, Борис Фёдорович - московские дворяне (1677-1692).
- Сазоновы: Лука и Дмитрий Юрьевичи - стольники (1692).
- Сазоновы: Яков Матвеевич, Михаил Прокофьевич, Гавриил Осипович - стряпчие (1692-1695).
- Сазонов - капитан Нижегородского пехотного полка, погиб в сражении при Салтановке и Фатовой (11 июля 1812), его имя занесено на стену храма Христа Спасителя в г. Москва[2].
- Сазонов, Александр Александрович (1833—после 1891) — генерал-майор, участник крымской войны.

### Тамбовская губерния
- Сазонов, Иван Терентьевич (1755—1823) — генерал-лейтенант, российский командир эпохи наполеоновских войн.

### Рязанская губерния
- Сазонов, Николай Гаврилович (1782—после 1832) — генерал-майор, начальник инженерной службы гвардейского корпуса.
- Сазонов, Михаил Гаврилович (около 1782—???) — командир 2-го Пионерного полка, окончил к кадетский корпус (1797), отличился в сражении на Бородино в строительстве оборонительных сооружений (1812), принимал участие во всех последующих сражениях, командир 1-й Саперной роты, майор (<1809), подполковник (<1813), полковник (17.02.1813-17.01.1819)[5][6].
- Сазонов, Николай Иванович (1815—1862) — русский публицист, общественный деятель.
- Сазонов, Фёдор Васильевич (1780—после 1839) — генерал-майор.
- Сазонов, Николай Дмитриевич (1858—1913) — в должности гофмейстера Высочайшего
Двора, член Государственной Думы.
- Сазонов, Сергей Дмитриевич (1860—1927) — министр иностранных дел России (1910—1916).
- Сазонов, Иван Николаевич (1855—1915) — Владимирский губернатор (1906—1914), сенатор, тайный советник.

### Варшавская губерния
- Сазонов, Яков Дмитриевич (1855—1913) — генерал-майор, из дворян Варшавской губернии.

## Родовые имения

### Центрально-Чернозёмный регион
Дворяне Сазоновы владели имениями в Центрально-Чернозёмном регионе (1700-1762).

### Красная Слобода Спасского уезда
Родовое имение при селе Красная Слобода Щербетской волости Спасского уезда включало в себя 2541,2 десятины земли.

### Малая Талинка (Тамбовский район)
Усадьба в селе Малая Талинка Тамбовского уезда находилась в 16 верстах от Тамбова в чудесном природном окружении на самом краю соснового леса. Пруд и русло небольшой речушки делило село на равные части. Старожилы считали, что названия мест произошли от произраставшего в низине кустарника — тальника, талого куста.
С давних пор село имело свой деревянный храм, основание которого относилось к 1785 году. Непосредственно при церкви находилось сельское кладбище. В конце XVIII века благоустройством имения занимался Иван Терентьевич Сазонов
Старое деревянное здание храма в селе Малая Талинка он передал в село Калаис, а на том же месте построил новую каменную церковь во имя Покрова Пресвятой Богородицы.
Наследником имения после отца стал сын Николай Иванович Сазонов.
В извлечениях из описаний помещичьих имений за 60-е годы XIX века значилось, что за Н. И. Сазоновым числилось 187 крепостных крестьян при 48 дворах и 51 человек дворовых.
Семья Сазоновых разрасталась, дети уходили из отеческого дома, но именно Малая Талинка стала для них родовым гнездом, в котором появился семейный некрополь Сазоновых. Начало семейному некрополю положил генерал-лейтенант И. Т. Сазонов. Он был погребен возле выстроенной им Покровской церкви, возможно, его могила оказалась под сенью придельного храма во имя Иоанна Крестителя. Позже в семейной некрополе у Покровской церкви нашли свой последний приют его потомки — сын Н. И. Сазонов, его супруга Анна Ивановна, их дети: Наталья, Михаил, Александр.